# Heinrich Wiweke
Johann Heinrich Wiweke (* 24. Oktober 1782 in Netze; † 11. März 1846 in Freienhagen) war ein deutscher Landwirt und Politiker.

## Leben
Wiweke war der Sohn des Wirtes Johann Philipp Georg Wiweke (* 5. April 1754 in Netze; † 23. Februar 1792 ebenda) und dessen Ehefrau Wilhelmine geborene Weishaupt (* 15. Mai 1755 in Netze; † 16. Januar 1827 ebenda). Er war evangelisch und heiratete am 28. Januar 1810 in Freienhagen Johanna Maria Elisabeth Krummel (* 3. Februar 1785 in Freienhagen), die Tochter des Landwirts und Ratsgewandten Johannes Wilhelm Krummel und dessen Ehefrau Anna Elisabeth geborene Graß.
Wiweke lebte als Landwirt in Freienhagen, wo er 1835 auch Pfennigmeister war. Von 1837 bis 1839 war er Bürgermeister der Stadt Freienhagen.
Vom 14. November 1837 bis (Herbst) 1839 war er als solcher Mitglied des Landstandes des Fürstentums Waldeck.